# Cerimonia di chiusura dei Giochi della XXXIII Olimpiade
La cerimonia di chiusura dei Giochi della XXXIII Olimpiade si è svolta a Saint-Denis l'11 agosto 2024 allo Stade de France. È cominciata alle 21:00 ora locale ed è finita alle 0:02,. A differenza dell'atipica cerimonia di apertura, svoltasi sulla Senna, la cerimonia di chiusura si è svolta allo Stade de France, in modo più tradizionale.
Come da protocollo olimpico, la cerimonia è stata caratterizzata da presentazioni culturali sia dai paesi ospitanti attuali (Francia) che da quelli successivi (Stati Uniti), nonché dalle osservazioni conclusive del presidente del Comitato Olimpico Internazionale (CIO) Thomas Bach e del presidente del COJOP2024 (Comitato Organizzatore di Parigi per i Giochi Olimpici e Paralimpici 2024) Tony Estanguet; la consegna ufficiale della bandiera olimpica dalla sindaca di Parigi Anne Hidalgo alla sindaca di Los Angeles Karen Bass, la cui città ospiterà i Giochi della XXXIV Olimpiade; e lo spegnimento della fiamma olimpica. La cerimonia prevedeva un misto di segmenti filmati e dal vivo, che includeva la seconda metà della presentazione di Los Angeles 2028, registrata a Long Beach, in California.

## Fasi

### Preludio

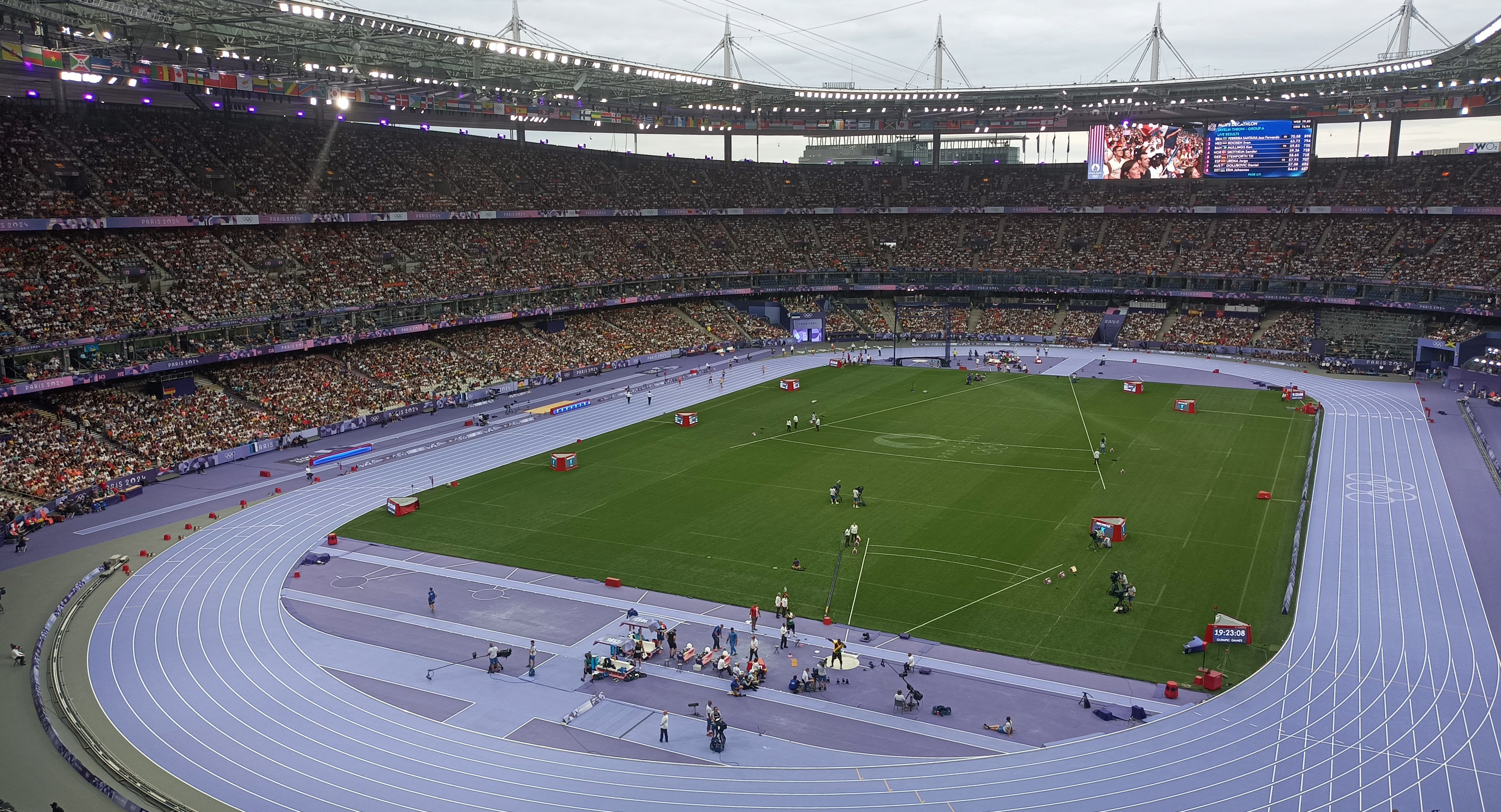
Lo Stade de France, il luogo della cerimonia di chiusura.

La cerimonia di chiusura, come quella di apertura, è stata diretta da Thomas Jolly ed ha coinvolto oltre 100 esecutori, acrobati, danzatori e artisti circensi, con l'apparizione di più di 9000 atleti diversi.
L'apertura della cerimonia è avvenuta ai Giardini delle Tuileries con un'esibizione di Zaho de Sagazan e il coro della Haendel-Hendrix Academy che suonarono Sous le Ciel de Paris, canzone dell'omonimo film Sotto il Cielo di Parigi. Il calderone olimpico fu spento, mentre la fiamma in sé, contenuta in una lanterna, fu affidata al nuotatore Léon Marchand, che sul finire della cerimonia la porterà allo Stade de France.

### Parata dei Portabandiera

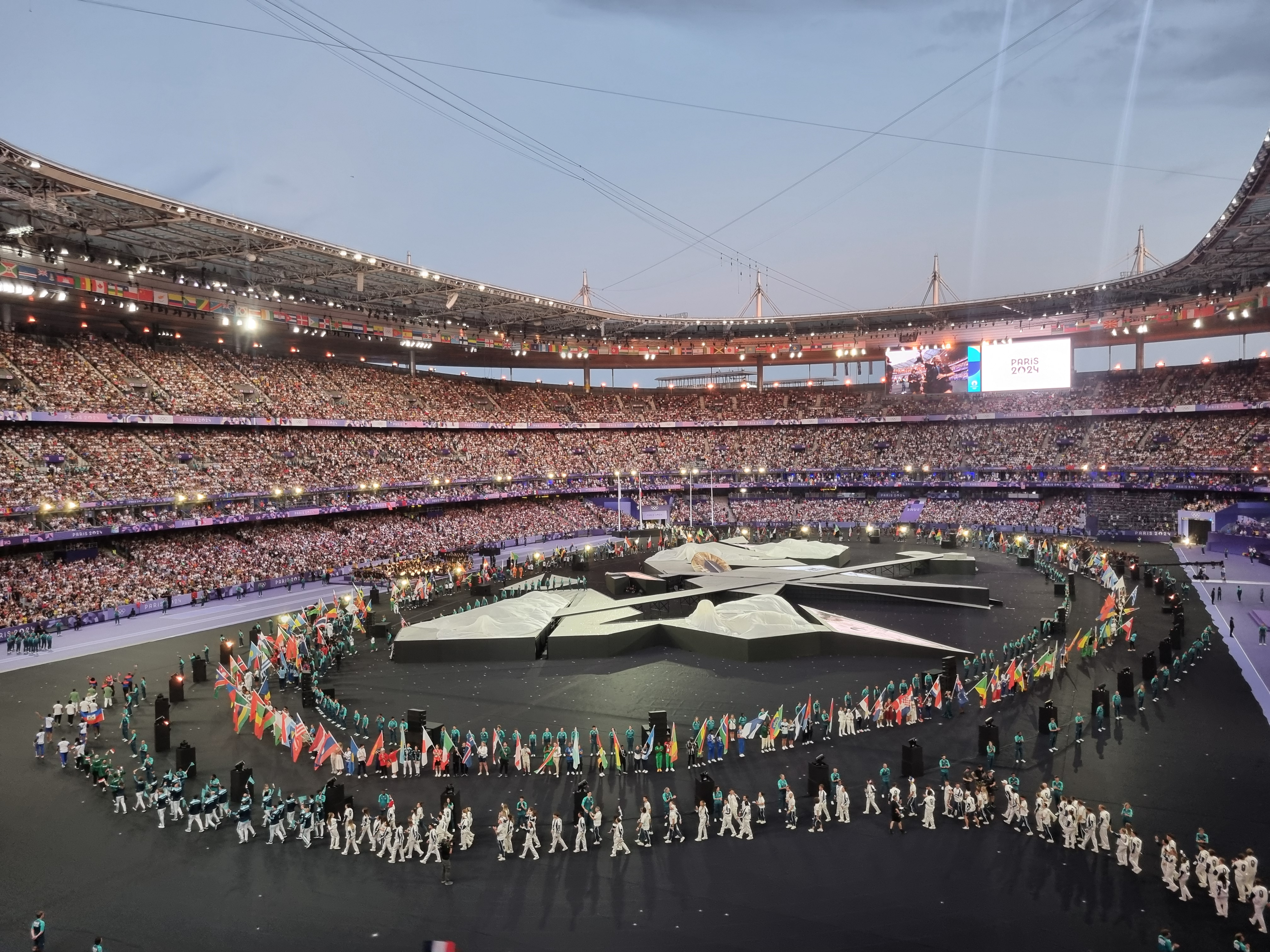
Parata dei portabandiera e degli atleti

Allo stadio (rifatto per ricordare un planisfero) il presidente francese Emmanuel Macron e il presidente CIO Thomas Bach sono accolti dall'Orchestre Divertimento, che danno inizio alla cerimonia sulle note de La Marsigliese.
Dopo l'inno entrarono nello stadio i portabandiera delle 206 nazioni partecipanti ai Giochi: prime furono la bandiere greca e olimpica (rappresentante anche degli Atleti Olimpici Rifugiati), seguite dagli atleti di tutti i paesi partecipanti in nessun ordine particolare e infine dalla bandiera francese e statunitense, accompagnata da commenti di gratitudine dallo staff e un'esibizione karaoke della canzone Les Champs-Elysées di Joe Dassin. Altre canzoni eseguite includono Emmenez-moi di Charles Aznavour, Freed from Desire di Gala e We are the Champions dei Queen.

### Premiazione della maratona
Contrariamente al passato, sono state le prime tre classificate della maratona femminile a essere premiate durante la cerimonia di chiusura. In precedenza, durante la cerimonia di chiusura, venivano infatti consegnate le medaglie dei maratoneti maschili. Sifan Hassan dei Paesi Bassi (oro) Tigist Assefa dell'Etiopia (argento) e Hellen Obiri del Kenya (bronzo) hanno ricevuto le medaglie dal presidente del CIO Thomas Bach e dal presidente del World Athletics Sebastian Coe.
Medagliate della maratona femminile
- Sifan Hassan (NED)
- Tigist Assefa (ETH)
- Hellen Obiri (KEN)

### Records

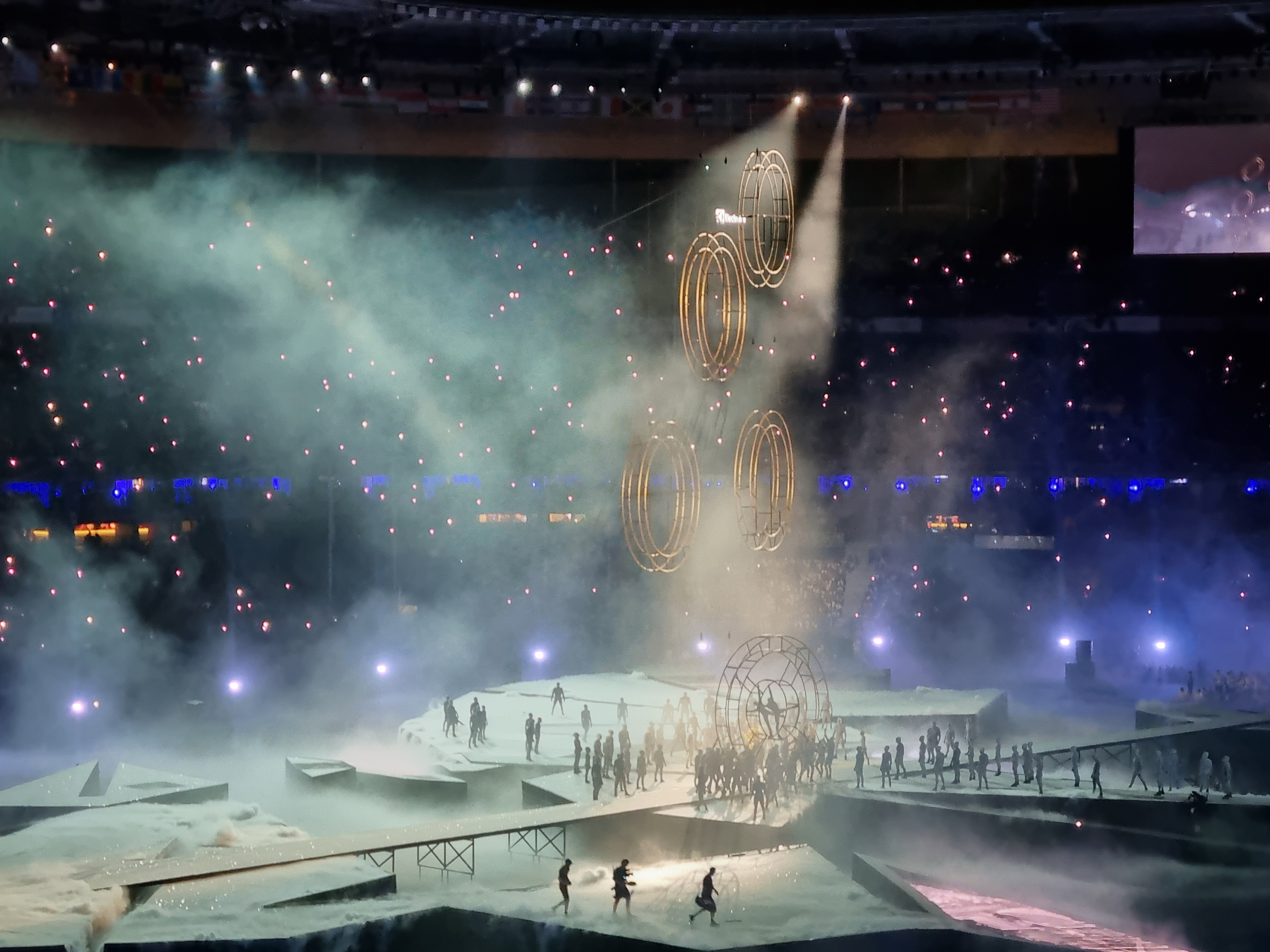
Gli anelli olimpici vengono sollevati

Il prossimo segmento è chiamato "Records": si tratta di una serie di segmenti culturali che mostrano "un mondo distopico dove le olimpiadi sono andate perse". Lo stadio si è oscurato e una figura umanoide chiamata Golden Voyager (basato sul Voyager Golden Record), interpretata da Arthur Cadre, discende dal tetto e si posiziona in una stanza a forma di mappamondo, iniziando a scambiare conversazioni con Giovanna d'Arco e il tedoforo mascherato, apparizioni chiave della cerimonia d'apertura. Insieme hanno presentato la bandiera greca, poi l'orchestra ha poi esibito l'inno nazionale greco. Il Golden Voyager, accompagnato da vari acrobati, ha mimato un ritrovamento archeologico, rivelando una copia della Nike di Samotracia e 5 anelli di ottone, intrattenuto dalla messa in scena da parte di Alain Roche di una sezione degli inni delfici, suonandoli utilizzando un pianoforte sospeso in aria, accompagnato dal tenore Benjamin Bernheim, i 5 anneli di ottone sono poi fissati a formare la bandiera olimpica.

### Concerti
L'intera cerimonia fu accompagnata da varie esibizioni di diversi artisti e band musicali, che furono a volte raggiunti dagli atleti stessi che ballarono con loro (cosa non prevista inizialmente) il che portò le autorità al forzarli a scendere.
La lista di comparse è la seguente:
- Phoenix
- Ezra Koenig
- Vampire Weekend
- Air
- Angéle
- Vannda
- Kavinsky

### Protocolli
Il successivo momento è quello dei discorsi del presidente del Comitato organizzatore dei Giochi Tony Estanguet e di quello del CIO Thomas Bach: i due sono scortati da sei atleti, in rappresentanza dei cinque continenti e degli Atleti Olimpici Rifugiati: il francese Teddy Rinner, in rappresentanza dell’Europa, l'australiana Emma McKeon (Oceania), il cinese Sun Yingsha (Asia), la camerunese Cindy Ngamba degli Atleti Olimpici Rifugiati, il keniota Eliud Kipchoge (Africa) e il cubano Mijaìn Lòpez, in rappresentanza delle Americhe; Estanguet elogiò pubblicamente i giochi, facendo notare il loro successo nonostante le loro "imperfezioni" ed esortando tutti a supportare i prossimi giochi paralimpici. Bach invece ringraziò ogni partecipante e in particolare gli Atleti Rifugiati, notando che questi sarebbero stati gli ultimi giochi con lui in carica al CIO. Fu poi suonato l'inno olimpico, interpretato dal Maîtrise de Fontainebleau, mentre la bandiera olimpica venne abbassata e consegnata alla sindaca di Parigi Anne Hidalgo. La bandiera sarà rialzata durante la cerimonia d'apertura dei XXV giochi invernali di Milano-Cortina d'Ampezzo, a febbraio 2026.

### Cerimonia di Anversa
Il successivo momento è quello del passaggio di consegne: Anne Hidalgo, sindaca di Parigi, una volta ricevuta la bandiera olimpica (consegnatali da Estanguet) la passa al presidente Bach, che a sua volta la consegna alla sindaca di Los Angeles Karen Bass (prima donna afroamericana a riceverla), che dopo averla mostrata la portò alla ginnasta americana Simone Biles.
Subito dopo l’alzabandiera, sulle note dell’inno americano Star-Spangled Banner arrangiato da H.E.R., la camera stacca sul Tom Cruise, che scala lo Stade de France sul ritmo del tema di Mission Impossible, afferra la bandiera e lascia lo stadio in moto. Segue una specie di "mini film" pre-registrato dove Cruise può essere visto in moto attraverso le strade di Parigi per poi prendere un aereo da trasporto, catapultarsi e fare skydiving per finalmente arrivare alla Hollywood Hills, dove passa la bandiera al mountain biker Kate Courtney, il velocista Michael Johnson e lo skater Jagger Eaton. Il mini film mostra anche alcuni luoghi di Los Angeles come l'Hollywood Sign (modificato per mostrare i cinque cerchi olimpici) e il Los Angeles Memorial Coliseum.
Questo fu seguito da varie esibizioni a Long Beach (noto come LA28 Handover Celebration) da una serie di musicisti famosi tra cui: Red Hot Chili Peppers (con By the Way e Can't Stop), Billie Eilish e Finneas O'Connell (con Birds of a Feather) e alla fine Snoop Dogg e Dr. Dre (con Drop It Likes It's Hot e The Next Episode)

### Estinzione della Torcia
Verso la fine della cerimonia, Léon Marchand entra nello stadio con la lanterna con la fiamma olimpica. Subito dopo aver ufficialmente dichiarato terminati Giochi della XXXIII Olimpiade, il presidente del CIO Thomas Bach e agli atleti che l'hanno scortato hanno spento la fiamma soffiandoci sopra. Antoine Dupont ha poi passato la bandiera francese alla squadra paralimpica francese, per simboleggiare la transizione dai giochi olimpici ai giochi paralimpici.

### Conclusione

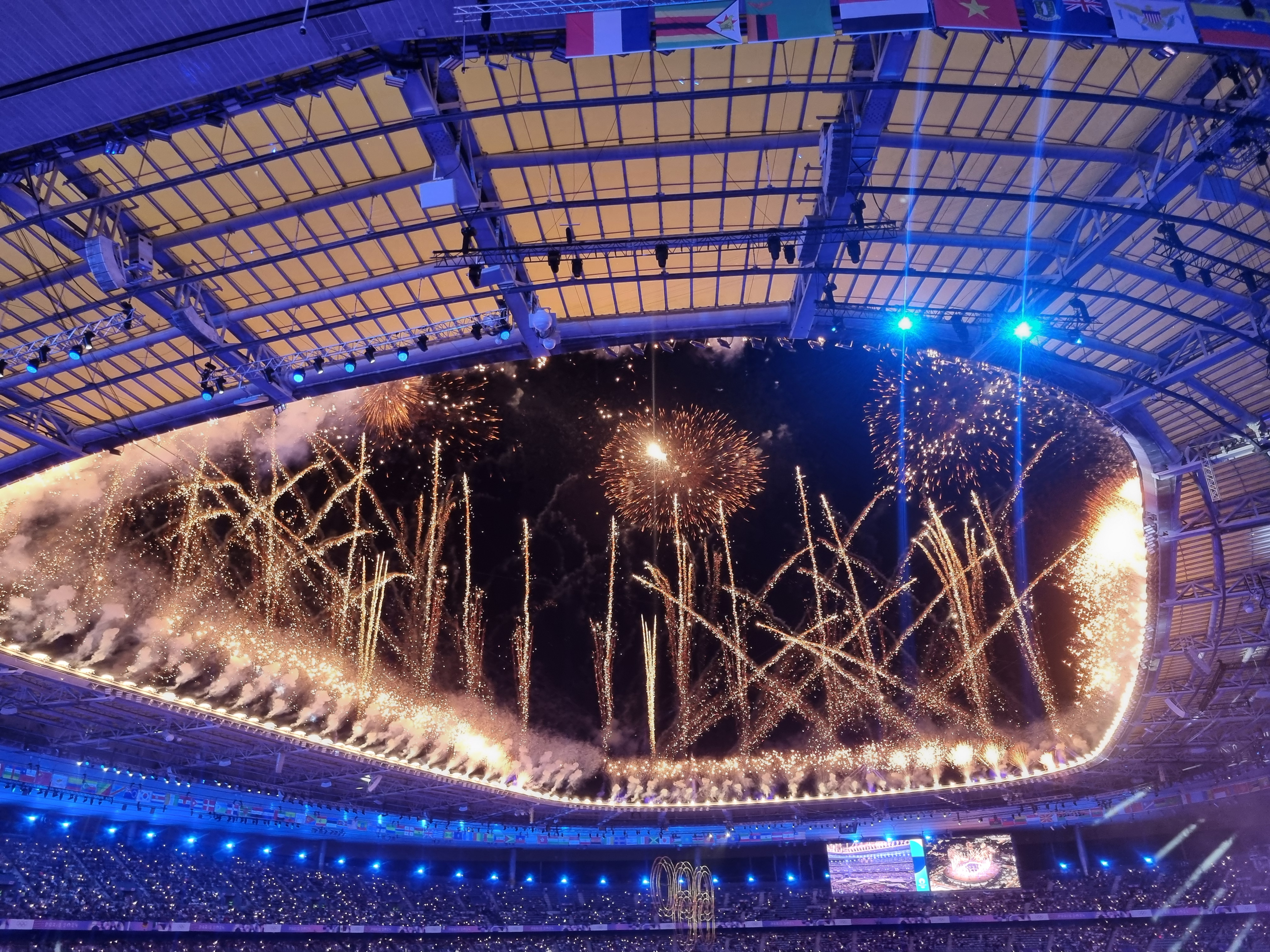
Lo spettacolo finale dei fuochi d'artificio

La cerimonia si è conclusa con Yseult che si esibisce in una cover di My Way di Frank Sinatra, adattata da Paul Ankha dalla canzone francese Comme d'Habitude, accompagnata da grandi fuochi d'artificio.

## Inni
- Inno nazionale francese – Orchestre Divertimento, condotto da Zahia Ziouani
- Inno nazionale greco – Orchestre Divertimento, condotto da Zahia Ziouani e Maîtrise de Fontainebleau children's choir
- Inno olimpico – Maîtrise de Fontainebleau children's choir
- Inno nazionale degli Sati Uniti d'America – H.E.R.
- Inno nazionale dei Paesi Bassi (come celebrazione per la vittoria alla maratona femminile)